# Dipterygina cupreotincta
Dipterygina cupreotincta là một loài bướm đêm trong họ Noctuidae.